# دنبرارودني
دنيبرورودني (Дніпрорудне) هي مدينة في مقاطعة زابورجيا في أوكرانيا.
يبلغ عدد سكانها حوالي 19812 نسمة.